# Daniel Block
Daniel Block (1802 – 3. září 1853) byl židovský aktivista, který založil synagogu B´nai B´rith v St. Louis, Missouri. Prožil v USA jen čtyři roky, ale významně přispěl ke kulturnímu povznesení židovské komunity v St. Louis, k níž náležel. V období mezi svým příjezdem asi roku 1848 a úmrtím roku 1853 zásadně přispěl k organizaci a rozvoji kongregace B´nai El.

## Život
Daniel Block se narodil pravděpodobně v Čechách v roce 1802, ale nenalezl se žádný záznam o narození. Ve sčítání lidu provedeném roku 1850 vládou USA v St. Louis uvedl jako svou profesi řeznictví a jako místo narození Německo. V tomto sčítání uvedl v kolonkách pro svou ženu Sáru Wedeles a děti, že se narodily v Německu. V té době bydlela rodina ve 1. čtvrti města Saint Louis poblíž řeky Mississippi, jižně od Eadsova mostu.
Pozdější záznamy ve sčítání lidu pořádaném vládou USA uváděly, že se žena a děti narodily v Čechách. Mnoho členů rodiny Blockovy odešlo na počátku 19. století z Čech, tehdy součásti Rakouského císařství. Většina z nich přišla ze Švihova (okres Klatovy), německy Schwihau. Jde o malé město asi 70 mil jihozápadně od Prahy v klatovské oblasti.

## Vývoj synagogy
Je dobře známo a zdokumentováno, že se Daniel Block roku 1849 podílel na založení synagogy B´nai B´rith. Jeho činnost popsal v některých podrobnostech Zion in the Valley (Sion v údolí). Tato kongregace byla známá jako „Bohemian shul“, protože ji založili německy mluvící židé z Čech, kteří žili v jižní části Saint Louis.
Danielovi Blockovi se říkalo „první představený“ (first parnass) a byl uváděn jako „otec kongregace B´nai B´rith“. V poslední vůli Daniela Blocka lze nalézt soupis dalších zakládajících členů. Tato kongregace vznikla proto, že nově přistěhovalí liberální Židé z Čech pokládali stávající Spojenou hebrejskou kongregaci za příliš nesnášenlivou v náboženských záležitostech, příliš polskou co do zvyků a dodržování obyčejů a příliš rigorózní ve finančních otázkách.
B´nai B´rith zakoupil parcelu v intravilánu města, kde hodlal vybudovat synagogu, ale v říjnu roku 1850 nedokázal zaplatit doplatek za terén a vrátil parcelu realitní kanceláři Benjamina Soularda. Krátce nato, když se prezidentem stal Isidor Bush, dopadly nové snahy úspěšně a byl získán jiný pozemek na Jackson Street. Bush pak apeloval na příspěvky z celé země tím, že v novinách rabína Issaca Leesera ve Philadelphii publikoval otevřený dopis se žádostí o peníze na stavbu. Tento dopis podepsal prezident Bush, viceprezident M. Taussig a tajemník Ludwig Schwartzkopf.
Rabín Leeser cestoval po celých Spojených státech a snažil se sjednotit židovské obyvatelstvo. V chrámu Spojené hebrejské církve na Páté ulici v Saint Louis mluvil 14. prosince 1851 k více než stovce lidí. Upozorňoval na to, že je absurdní udržovat tři oddělené kongregace.
Výsledkem těchto aktivit bylo to, že B´nai B´rith splynul s Emanu-El a Spojenou hebrejskou církví do B´nai-El. Během roku 1852 Daniel působil v různých výborech, které pomáhaly spojit B´nai B´rith a Emanu El, což předcházelo splynutí se Spojenkou hebrejskou církví. Dokument, který utvořil B´nai El, byl ratifikován 17. října 1852. Daniel byl jmenován prozatímním vedoucím spolu s Bushem. Do čela výboru spravujícího fond byl postaven Daniel a s ním i Fred Wolff, F. L. Dattelzweig, L. R. Strauss, Bernard Singer a Julius Epstein. Později se stal stálým vedoucím spolu s Isidorem Bushem, Williamem Walterem, Alexandrem Suessem, Bernardem Singerem, Isaakem Lowmanem a Ludwigem Schwartzkopfem.
Roku 1853 přesvědčil vedení, aby odmítlo pronájem parcely a raději zakoupilo pozemek k vybudování úplně nové stavby. Kongregace projekt dovršila krátce po jeho smrti, když zakoupila parcelu u Šesté (ulice) a lokality Gratiot poblíž Cerre. Základní kámen první synagogy postavené v Saint Louis a první na západ od Mississippi byl položen na tomto místě 16. dubna 1855. Ceremonii přihlíželo více než čtyři sta lidí.

## Přátelé a rodina
Jeho první zeť byl Louis Schwartzkopf, pravděpodobně ze Sušice v Čechách, též zakládající člen skupiny B´nai B´rith. Louise uvádí Zion in the Valley jako chazzana (zpěváka, toho, kdo vede obřad) mezi léty 1852 a 1857. Louis zemřel ve věku 38 let 18. prosince 1863 a zanechal po sobě ovdovělou Danielovu dceru Doru se čtyřmi malými dětmi. Louis je možná příbuzný Abrahama Schwartzkopfa, který si vzal členku Blockova rodu z dřívějších dob, Esther, sestru Eliezera S. Blocka a Ellen Blockové, která se vdala za Josepha Kohna.
Daniel Block zemřel 3. září 1853 a byl pohřben na hřbitově New Mount Sinai Cemetery (staré oddělení) v Saint Louis. Byl první osobou pohřbenou na tomto nově založeném hřbitově, a proto se uvádí na úvodní webové stránce hřbitova. Jeho původní náhrobní kámen nahradily jeho děti pozdějším darem.
Děti Daniela Blocka byli Heinrich, Jacob, Dora (rozená jako Veronika) a Abraham.